# Reppis
Reppis ist ein Ortsteil der sächsischen Stadt Gröditz im Landkreis Meißen.

## Geografie und Verkehrsanbindung
Der 255 Hektar umfassende Ort Reppis liegt nahe der sächsisch-brandenburgischen Grenze. Östlich des Ortes fließt die Große Röder, westlich der Röderkanal. Im Westen liegt Nauwalde. In Gröditz befindet sich auch der nächste Bahnhof Gröditz b. Riesa (Anschluss an die Bahnstrecke Riesa–Elsterwerda). Zudem verläuft die Bundesstraße 169 durch die Stadt, die sie mit Elsterwerda und Riesa verbindet. In Reppis verkehrt mit Stand 2022 eine Regionalbuslinie zwischen Riesa, Gröditz und Schweinfurth.

## Geschichte

Reppis auf einer geschichtlichen Karte des Kreises Liebenwerda (1910).

Reppis wurde ursprünglich als Gassendorf mit Block- und Gewanneflur auf einer Röderinsel angelegt. Der sächsische Heimat- und Höhlenforscher Otto Mörtzsch schrieb in seinem 1935 erschienenen Werk „Topographische Beschreibung der Amtshauptmannschaft Großenhain“, dass in Reppis auch noch ein Rundlingskern zu erkennen gewesen sei. Wahrscheinlich handelt es sich hier ursprünglich um eine slawische Siedlung, die sich später zu einem deutschen Bauerndorf entwickelte. Urkundlich erstmals erwähnt wurde der Ort schließlich im Jahre 1406 als Reps. Zu jener Zeit wurde die Größe des Ortes mit 10 Hufen angegeben. Weitere Formen des Ortsnamens waren im Laufe der Zeit laut dem Digitalen Historischen Ortsverzeichnis von Sachsen (HOV) des Instituts für Sächsische Geschichte und Volkskunde e. V. (ISGV): Roppes (1464), Reps (1522), Reppiß (1540), Reppys (1551), Repsen (1555/56), Reppist (1724) und Reppiß, b. Saathayn (1791).
Die Grundherrschaft über Reppis übte das Rittergut Saathain aus. Zur Herrschaft Saathain zählten neben Saathain und Reppis auch die Dörfer Stolzenhain, Schweinfurth, das 1935 in Kröbeln eingemeindete Mühldorf und die heutige Stadt Gröditz. Seit 1348 war in Saathain das Adelsgeschlecht derer von Köckritz ansässig. Die Köckritze blieben bis 1475 in Saathain und es folgte ihnen das alte meißnische Adelsgeschlecht von Schleinitz. Ab 1716 erwarb Woldemar Freiherr von Löwendal die Herrschaft, der außerdem auch noch das benachbarte Elsterwerda und Mückenberg in seinem im Besitz hatte. Saathain und die dazugehörigen Dörfer überließ er 1727 seiner Gemahlin Benedicta Margareta von Löwendal. Ab 1748 war die Herrschaft in einsiedelschem Besitz.
Kirchlich war das Dorf seit 1539 nach Saathain und später in dessen Filiale Prösen eingepfarrt. Nach den Befreiungskriegen hatten die Bestimmungen des Wiener Kongresses im Jahre 1815 allerdings unter anderem auch die sächsische Teilung zur Folge. Die neu entstandene Grenze verlief unter anderem entlang der Straße, welche von Ortrand nach Mühlberg führte. Damit wurde auch die Herrschaft Saathain geteilt. Während die Orte Saathain, Stolzenhain und Prösen zu Preußen kamen, verblieb Reppis mit Gröditz und Schweinfurt beim Königreich Sachsen und wurden zunächst der Gerichtsbarkeit des Ritterguts Frauenhain unterstellt. Etwa ab 1840 wurden diese Ortes gemeinsam mit Frauenhain und allen seinen Güter vom Rittergut Zabeltitz verwaltet.
Kirchlich verblieb der Ort aber zunächst noch bei Prösen und kam erst im Jahre 1904 zu Frauenhain, 1928 dann zu Gröditz. Im selben Jahr verlor Reppis auch seine Eigenständigkeit und der Ort wurde ins benachbarte Gröditz eingemeindet, welches durch die Industrialisierung stark gewachsen war.
| Jahr | Einwohnerzahl                          |
| ---- | -------------------------------------- |
| 1551 | 13 besessene Mann, 14 Inwohner         |
| 1764 | 10 besessene Mann, 6 Häusler, 14 Hufen |
| 1834 | 119                                    |
| 1871 | 197                                    |

| Jahr | Einwohnerzahl |
| ---- | ------------- |
| 1890 | 250           |
| 1910 | 299           |
| 1925 | 328           |